# Billy Pemelton
Billy Pemelton (William Eugene „Billy Gene“ Pemelton; * 5. September 1941 in Mercedes, Texas) ist ein ehemaliger US-amerikanischer Stabhochspringer.
Bei den Olympischen Spielen 1964 in Tokio wurde er Achter mit 4,80 m.
1965 wurde er US-Hallenmeister. 

## Persönliche Bestleistungen
- Stabhochsprung: 4,93 m, 4. Juli 1964, New York City
  - Halle: 5,03 m, 27. Februar 1965, Louisville